# 巴永
巴永（法語：Bayon，法語發音：[bajɔ̃]），法国东北部市镇，位于大东部大区默尔特-摩泽尔省，隶属于吕内维尔区，其市镇面积为6.05平方公里，2022年1月1日时人口数量为1,556人，在法国城市中排名第6,764位。
巴永位于默尔特-摩泽尔省西南部，摩泽尔河右岸，是一个区域性的中心城市，多条公路在此交汇。

## 地名来源
根据当地官方网站的论述，巴永最初可能以拉丁语“Abajum”的形式被记载，该名称的含义及来源尚有待考证。

## 历史
巴永的早期历史尚不清楚，根据当地官方网站的论述，巴永所在区域可能在古典时期或者更早就已出现人类活动。中世纪时，巴永长期为洛林的一处领地。1475年10月，大胆查理曾率领勃艮第军队占领巴永，他于1476年8月12日放火烧毁了巴永城。16世纪初，巴永城市逐渐恢复重建。1551年12月15日，巴永获得自由贸易宪章。三十年战争期间，巴永再次遭到破坏。法国大革命后，巴永成为默尔特省的一个市镇。工业革命期间，途径巴永的布兰维尔-达姆勒维耶尔－吕尔铁路建成通车。普法战争结束后，巴永所在的默尔特省被拆分为默尔特-摩泽尔省。1918年，战略性的巴永－讷沃迈松铁路建成通车，该铁路随着一战的结束而逐渐废弃。2007年，巴永的地方文化爱好者创建了“巴永地区社会研究学会”（Centre d'Etudes et d'Actions Sociales du Pays de Bayon）。

## 地理

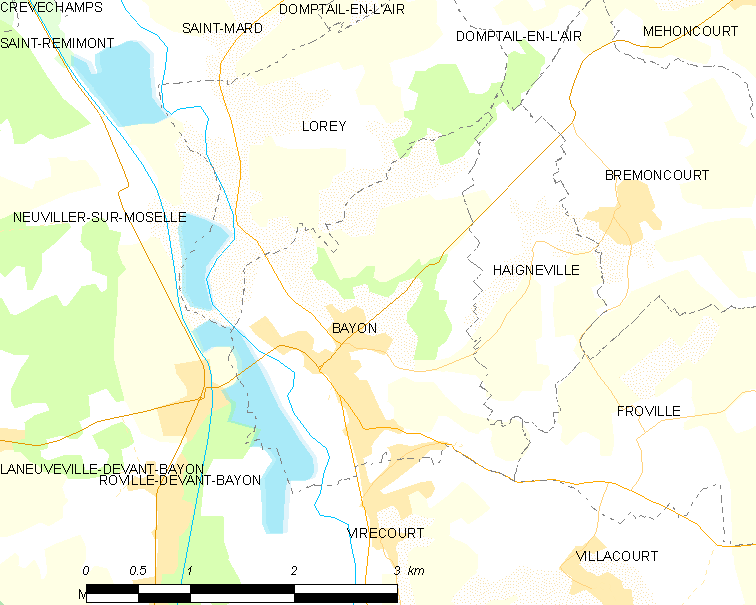
巴永市镇范围地图

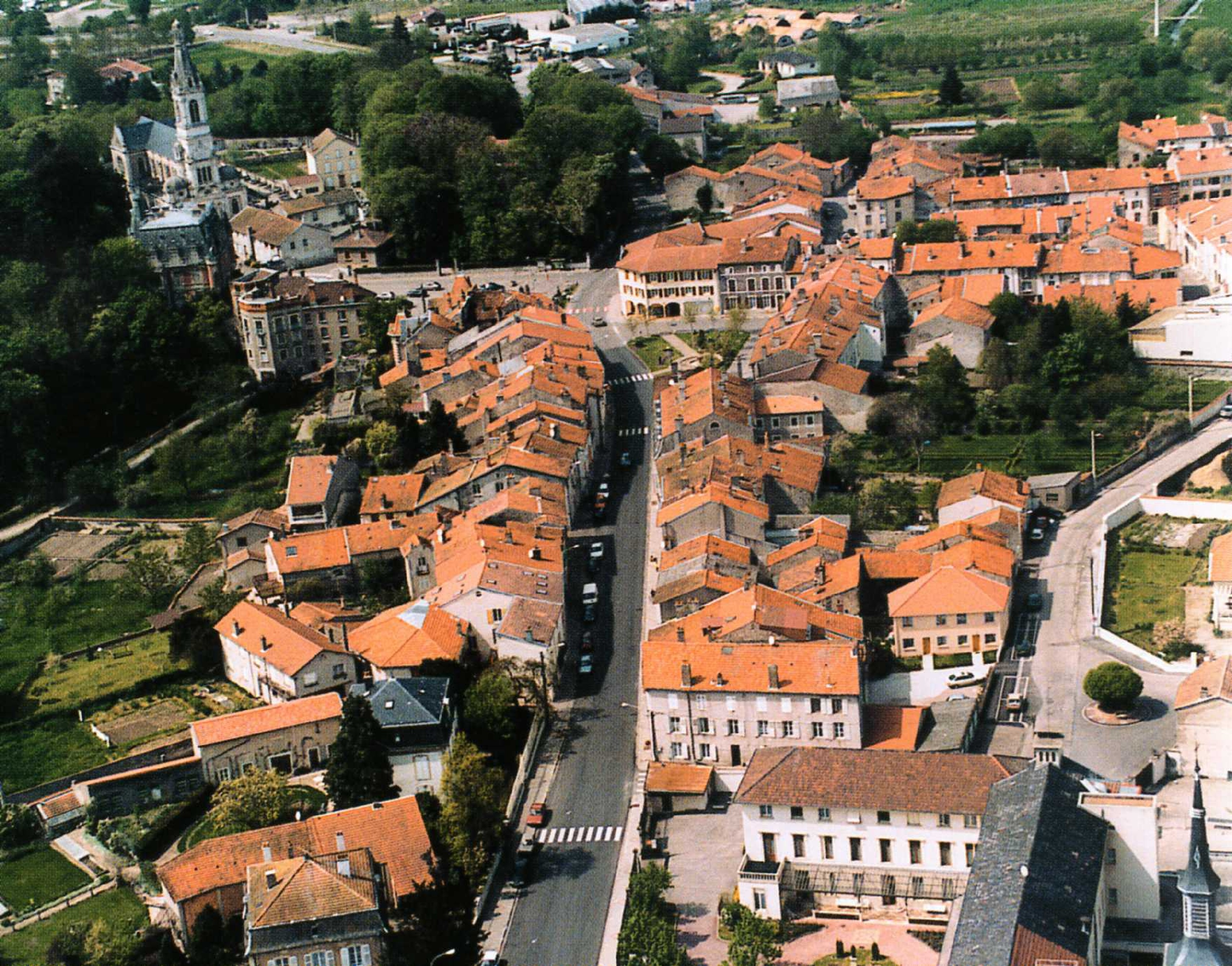
巴永镇中心全景

巴永位于法国东北部，大东部大区东部和默尔特-摩泽尔省南部偏西，距离省会南锡大约30公里。与巴永接壤的市镇包括：弗罗维尔、艾涅维尔、洛雷、罗维尔德旺巴永、维尔库尔。

### 地形
巴永位于洛林中南部腹地，境内以浅丘为主，市镇中心地势较为平坦，全境海拔在242到397米之间。

### 水文
巴永位于莱茵河流域范围内，摩泽尔河干流自南向北流经市区西部，该河左岸有柳林湖（Etangs de la Saussaie），右岸有其支流厄龙河与之交汇。

### 植被
巴永属于温带阔叶混交林区，林地广泛分布于水域附近。
在鲜花城市的评比中，巴永被评为2星级鲜花城市。

### 气候
巴永在柯本气候分类法中属于带有大陆性特征的温带海洋性气候。

## 行政区划
巴永的市镇编号为54054，邮政编号为54290。
在行政管理方面，巴永隶属于法国大东部大区默尔特-摩泽尔省吕内维尔区；在地方选举方面，巴永隶属于吕内维尔第二县，其市镇范围全境被划入默尔特-摩泽尔省第四选区；在社会管理方面，巴永是默尔特-莫尔塔涅-摩泽尔市镇公共社区的组成部分。
截至2023年3月，巴永市镇范围内暂无城市敏感街区及城市政策优先街区。
法国国家统计与经济研究所（简称）在进行数据统计时，未将巴永划入任何城市核心区（Unité urbaine），并将包括核心区在内的周边共284个市镇划为南锡城市区。自2020年起，南锡城市区被包含353个市镇的南锡城市辐射区代替。此外，还将巴永市镇整体看作一个“块区”（IRIS），以便于统计人口分布情况。

## 交通

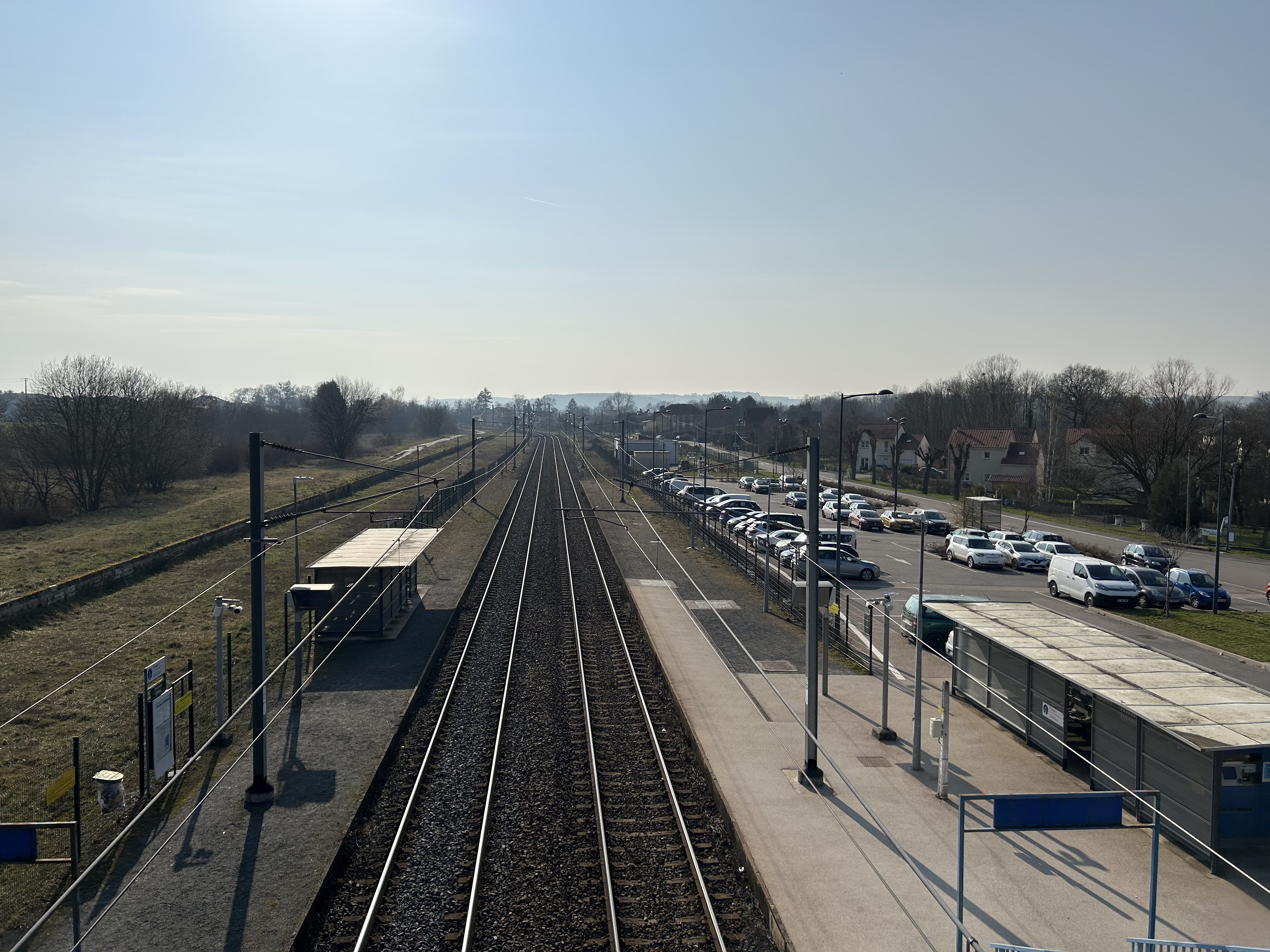
巴永火车站的轨道

### 公路
默尔特-摩泽尔省省道D9线、D22线和D112线在巴永境内交汇，大东部大区下属的城际客运提供巴士线路，可前往周边部分市镇。
2019年，74.2%的巴永家庭拥有至少一辆私人汽车。2013年，巴永境内共发生各类交通事故1起，造成1人受伤。
| 7 | 17 |

| 南锡 | 30 |

| 吕内维尔 | 20 |

| 默尔特河畔栋巴勒 | 19 |

### 铁路
巴永位于布兰维尔-达姆勒维耶尔－吕尔铁路上。巴永站位于市区南部，停靠往返于南锡和勒米尔蒙一线的区域列车。

### 航空
距离巴永最近的民用航空站为梅斯-南锡机场，距离巴永市中心的公路里程约79公里。

### 城市公共交通
截至2023年3月，巴永暂无城市公共交通系统。

## 政治

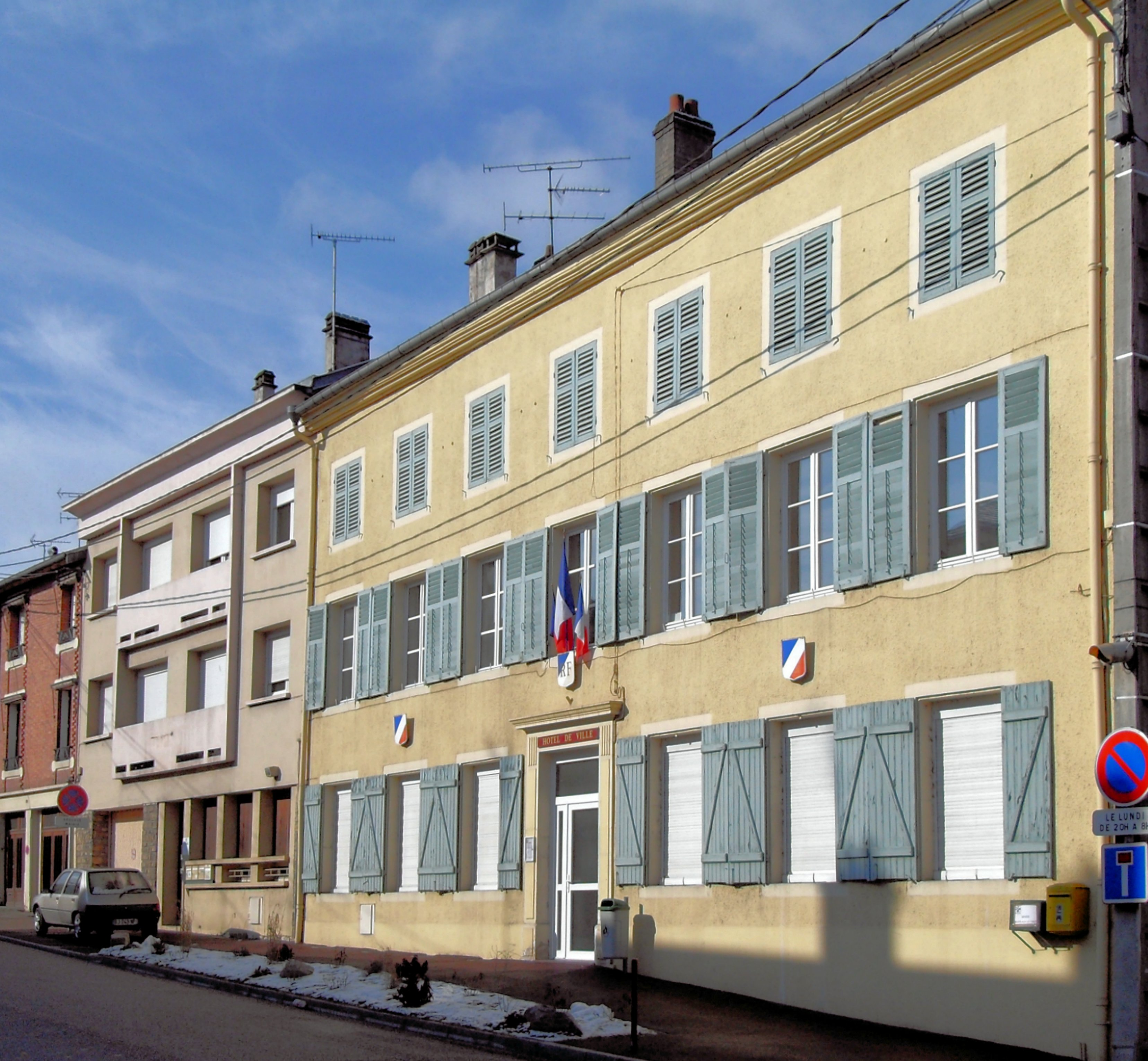
巴永市政厅

巴永的现任市长为尼科勒·沙鲁瓦-塔里永女士（Nicole CHARROIS-TARILLON），她是一名无党派人士，在2020年的市政选举中获得了100.00%的支持率（无其他候选人）。
在2022年的法国总统大选中，法国第25任总统埃马纽埃尔·马克龙在巴永获得了51.32%的支持率。

## 人口
2019年，巴永市镇人口数量为1,557，在法国排名第6,764位。其中男性708人，女性849人，75岁及以上人口占13.2%，外籍人口数量为8人，人口密度为257人/平方公里，当地居民被称为（男性）或（女性）。2020年，巴永境内出生12人，死亡人口62人。
| 巴永1901年－2020年人口变化情况 |
|                                |
| 数据来源：Cassini、INSEE       |

## 经济
巴永是一个区域性的中心城市。截止2023年3月，巴永市镇范围内共有各类用人单位（包含自雇）284家，平均历史为20年，其中99.31%为中小型企业（PME），2023年1月至3月间，当地的经济活力指数为0。（木材加工）、（美容美发）及（面包房）是当地2021年营业额最高的三个企业，分别1,659,369欧元、1,012,390欧元和419,428欧元。

## 财政与居民收入
2021年，巴永的财政收入总额为1,223,310欧元，财政支出总额为874,510欧元，当年的债务总额为805,300欧元。2021年，巴永市镇通过增值税获得235,290欧元的收入，此外当地还共获得了479,840欧元的国家直接财政补助。
2020年，巴永的人均月收入总额为2,105欧元，低于法国平均水平（2,303欧元）。
2019年，巴永境内的青壮年（15至64岁）失业率为7.6%；当地48.5%的家庭拥有纳税资格，平均纳税2,609欧元，低于法国平均水平（3,910欧元）。

## 社会事务

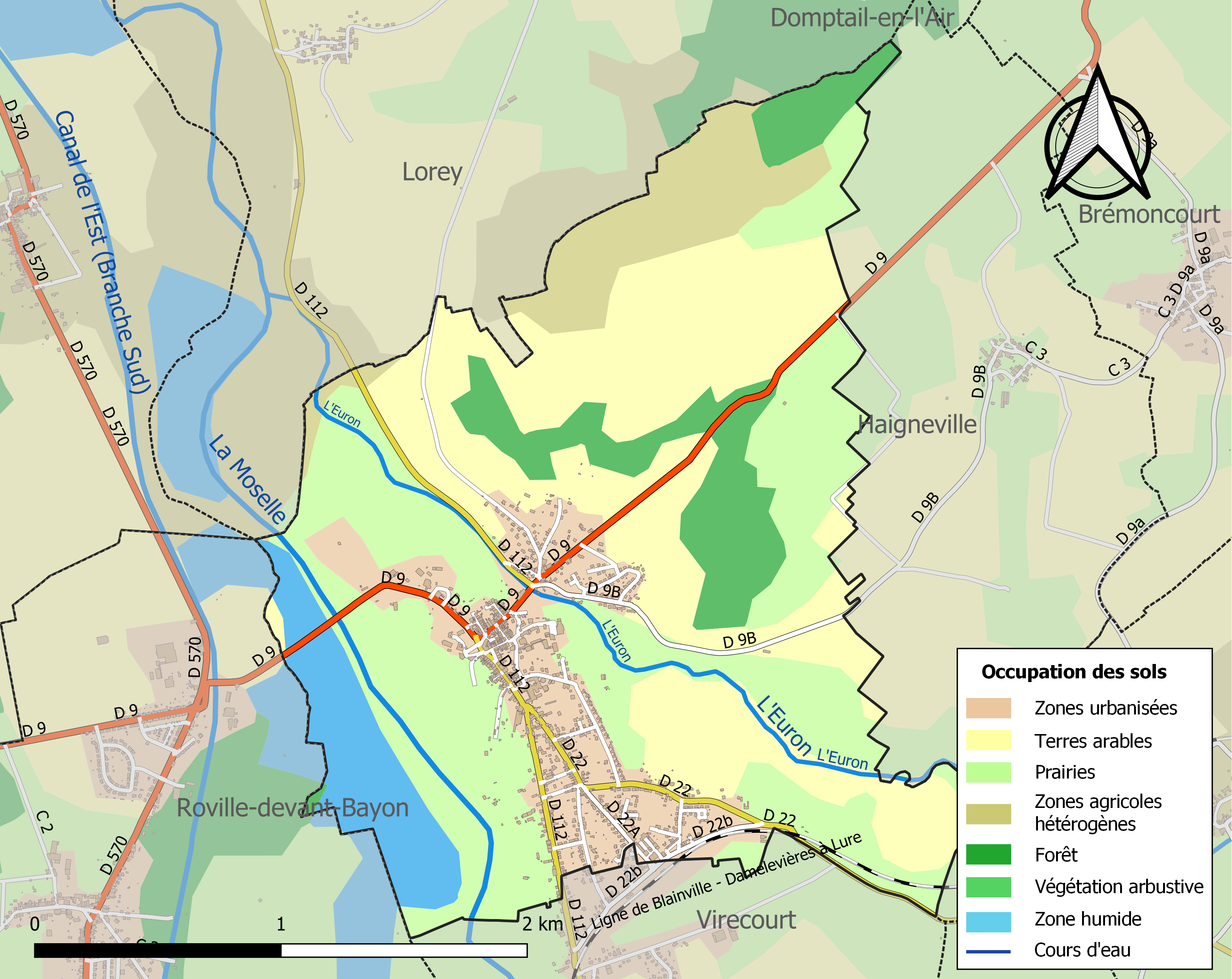
巴永土地利用情况地图

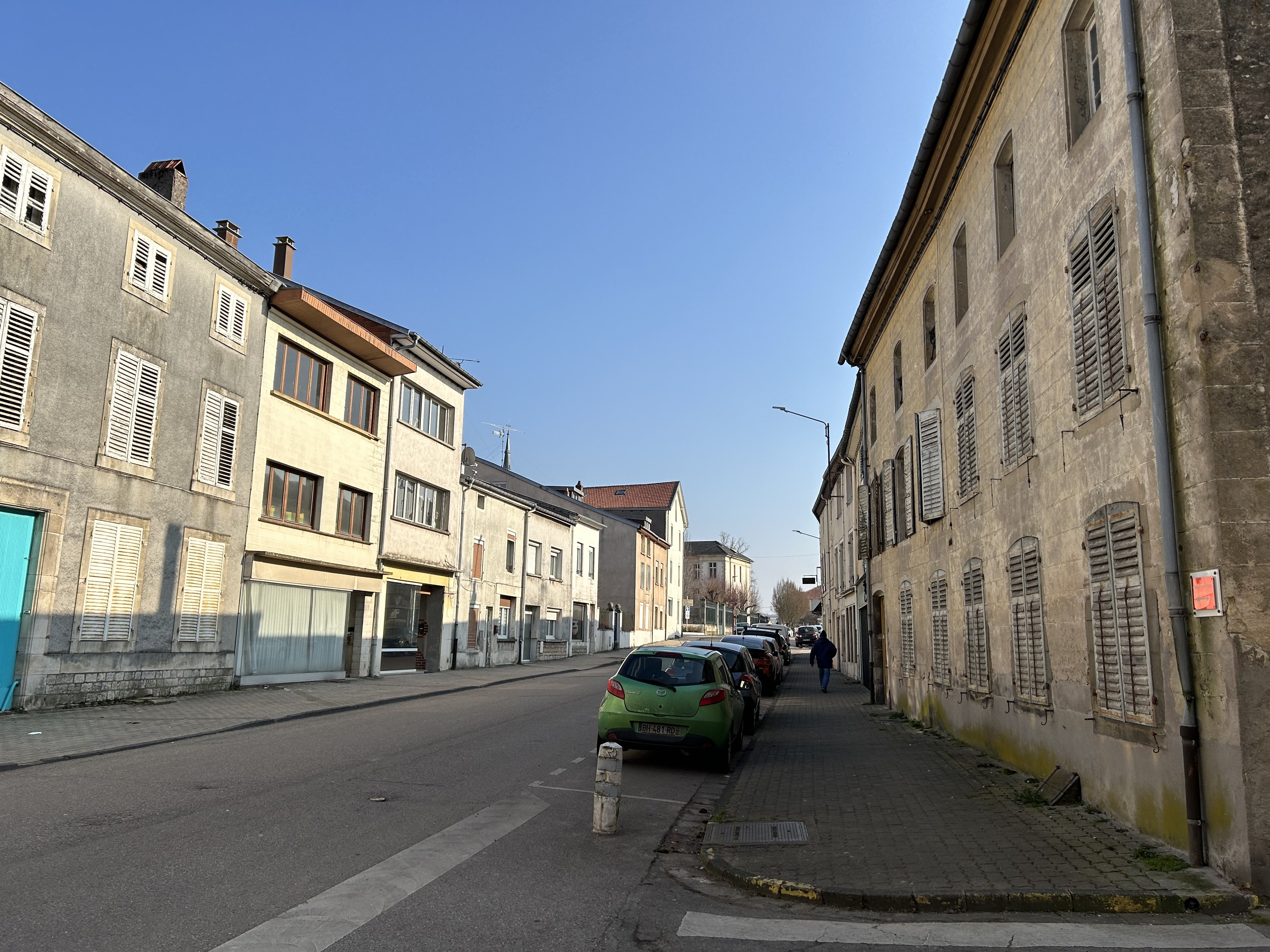
巴永镇中心的格朗德街

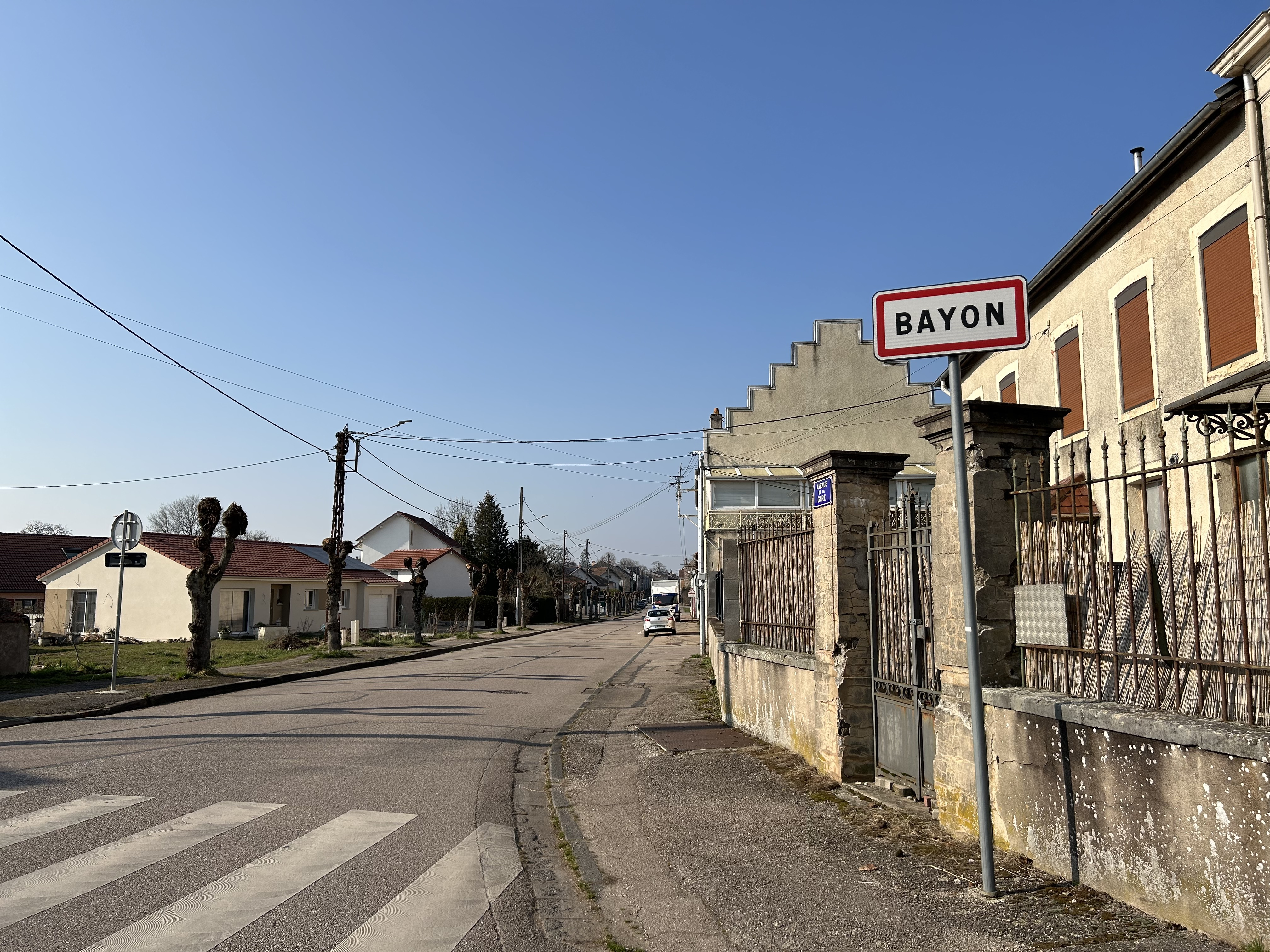
车站街上的入城路牌

### 教育
巴永属于南锡-梅斯学区。截止2021年1月1日，巴永境内共有2所小学和1所初级中学。2021至2022学年度，巴永境内共有在校中等教育阶段学生487名。

### 医疗
截止2021年1月1日，巴永境内共有全科医生4名、保健师5名、牙医4名、护士7名和助产士1名。境内共有药房1家、残疾人帮扶中心1家。
距离巴永最近的区域性医疗机构为吕内维尔中心医院（Centre Hospitalier de Lunéville），其主病区位于吕内维尔，距离巴永市区的正常车程约分钟，该院设有床位453个，是当地规模最大的公立综合性医院。

### 住房
2019年，巴永境内共有各类住房752套，其中69.9%为独立式居民区，29.7%为集中式居民区。常住房屋占巴永市镇范围内居民建筑总量的83.1%。
在住房保障政策方面，2021年，巴永境内共有135户家庭获得了住房经济补助，受益人数占总人口数量的8.7%，其中125份为房租补助。

### 商业
2021年，巴永境内共有各类实体商铺42家，其中餐厅5家、大型超市1家、面包房2家、肉铺1家、银行门店2家、美容美发店5家、汽车维修店3家。镇中心建有一家家乐福便民超市。

### 体育
2021年，巴永境内共有1间体育馆、1座综合体育场、2处网球场以及1处足球或橄榄球场。
截至2023年3月，巴永-罗维尔前进体育俱乐部（Entente Sportive Bayon Roville，编号541334）是巴永境内唯一的一家注册足球俱乐部，该俱乐部主队2022至2023赛季参加默尔特-摩泽尔省足球联赛甲组（法国第九级别），其主场为摩泽尔河球场（Stade de la Moselle）。

### 环境
巴永的环境事务由其所属的默尔特-莫尔塔涅-摩泽尔市镇公共社区联合各级政府协调负责。2021年，巴永境内暂无污染企业。

### 治安
2021年，巴永市镇范围内有1处宪兵队。
巴永及其附近的共167个市镇是吕内维尔国家宪兵队（zone gendarmerie de Lunéville）的管辖范围。2020年，该宪兵队累计记录各类案件1,759起，其中盗窃类案件793起，经济类案件228起，毒品交易类案件60起。

## 文化

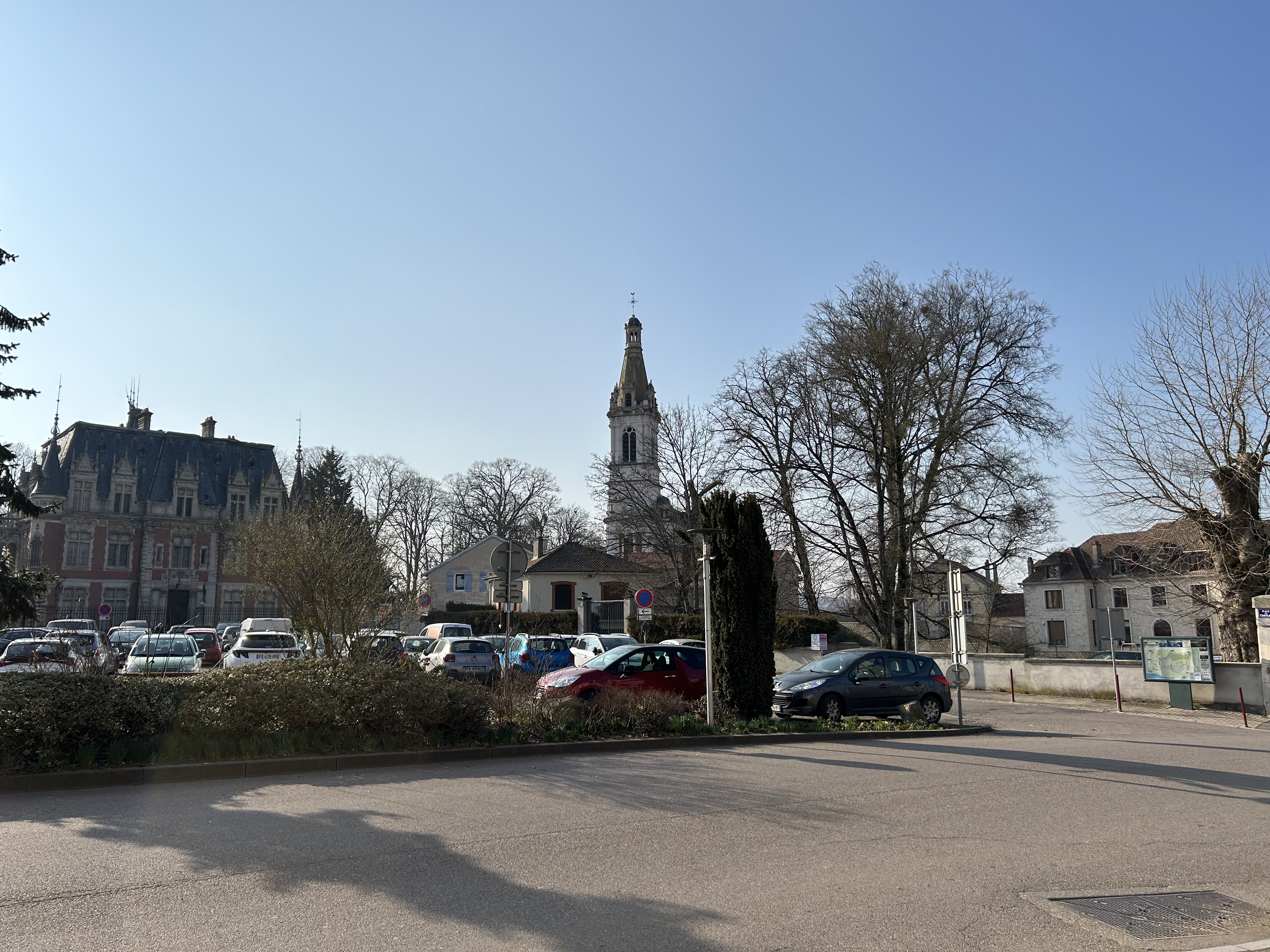
巴永圣马丁教堂

2021年，巴永境内暂无任何文化设施。巴永境内建有市际图书馆（Bibliothèque intercommunale），每周三、五、六向公众开放。

### 建筑
巴永境内有多处历史建筑，其中位于镇中心的圣马丁教堂（Église Saint-Martin de Bayon）是法国国家文物保护单位，也是当地的一处地标性建筑物。

### 旅游
巴永的旅游事务由其所属的默尔特-莫尔塔涅-摩泽尔市镇公共社区负责。2022年，巴永境内共有0家酒店共计0间房间；另有1个露营地，可容纳共80辆露营车。

### 媒体
法国主要的媒体均可在巴永接收，法国电视三台下属的大东部大区频道在部分时段播出巴永所在默尔特-摩泽尔省的地方新闻。

## 友好城市
截至2023年3月，巴永共与一座城市互为友好城市关系：
- 德国 施特拉伦